# Sergi Samper
Sergi Samper Montaña (Barcelona, 1995. január 20. – ) spanyol korosztályos labdarúgó. A japán első osztályban szereplő Vissel Kobe játékosa.

## Klub karrier
2001-ben mindössze 6 esztendősen csatlakozott a Barcelona ifjúsági csapatához, és 2013-ban négyéves szerződést kötött a csapattal.
2013. június 10-én Sampert felhívták a másodosztályú csapatba.
2013. augusztus 17-én mutatkozott be a Barcelona B csapatban, egy 1–2-es CD Mirandés elleni mérkőzésen.
2014. szeptember 17-én debütált a Bajnokok ligában a ciprusi APOEL FC 1–0-s hazai összecsapáson.
A 2016-2017-es idényre a Barcelona kölcsönadta a szintén első osztályú Granada csapatának.
A 2017-2018-as idényt a szintén élvonalbeli Las Palmasnál töltötte.
2019. március 4-én a Barcelonával közösen felbontották a szerződését.[forrás?]

### Vissel Kobe
2019. március 7-én a japán első osztályú bajnokságba igazolt, a Vissel Kobe csapatába.[forrás?]

## Magánélete
Samper bátyja Jordi Samper-Montana profi teniszező.

## Statisztika
Legutóbb 2018. október 31-én lett frissítve.
| Klub                    | Szezon         | League          | League | Copa del Rey    | Copa del Rey | Európai         | Európai | Egyéb           | Egyéb | Összesen        | Összesen |
| Klub                    | Szezon         | Pályára lépések | Gólok  | Pályára lépések | Gólok        | Pályára lépések | Gólok   | Pályára lépések | Gólok | Pályára lépések | Gólok    |
| ----------------------- | -------------- | --------------- | ------ | --------------- | ------------ | --------------- | ------- | --------------- | ----- | --------------- | -------- |
| Barcelona B             | 2013–14        | 40              | 0      | —               | —            | —               | —       | —               | —     | 40              | 0        |
| Barcelona B             | 2014–15        | 34              | 0      | —               | —            | —               | —       | —               | —     | 34              | 0        |
| Barcelona B             | 2015–16        | 29              | 0      | —               | —            | —               | —       | —               | —     | 29              | 0        |
| Barcelona B             | összesen       | 103             | 0      | —               | —            | —               | —       | —               | —     | 103             | 0        |
| Barcelona               | 2014–15        | 0               | 0      | 3               | 0            | 1               | 0       | —               | —     | 4               | 0        |
| Barcelona               | 2015–16        | 1               | 0      | 3               | 0            | 2               | 0       | 1               | 0     | 7               | 0        |
| Barcelona               | 2016–17        | 0               | 0      | 0               | 0            | 0               | 0       | 1               | 0     | 1               | 0        |
| Barcelona               | 2017–18        | 0               | 0      | 0               | 0            | 0               | 0       | 0               | 0     | 0               | 0        |
| Barcelona               | 2018–19        | 0               | 0      | 1               | 0            | 0               | 0       | 0               | 0     | 1               | 0        |
| Barcelona               | összesen       | 1               | 0      | 7               | 0            | 3               | 0       | 2               | 0     | 13              | 0        |
| Granada (kölcsönben)    | 2016–17        | 22              | 0      | 1               | 0            | —               | —       | —               | —     | 23              | 0        |
| Las Palmas (kölcsönben) | 2017–18        | 2               | 0      | 3               | 0            | —               | —       | —               | —     | 5               | 0        |
| Teljes karrier          | Teljes karrier | 128             | 0      | 11              | 0            | 3               | 0       | 2               | 0     | 144             | 0        |